# لیچا مالیتا
لیچا مالیتا (ایتالیایی: Licia Maglietta؛ زادهٔ ۱۶ نوامبر ۱۹۵۴) بازیگر اهل ایتالیا است.
وی بازیگر فیلم‌هایی همچون عشق پردردسر، سیسی، ماه سرخ و تحت درمان بوده است.

## جوایز
- جایزه انجمن ملی فیلم ایتالیا بهترین بازیگر زن (۲۰۰۰)
- جایزه دیوید دی دوناتلو بهترین بازیگر زن (۲۰۰۰)